# Eschenbach (Luzern)
Eschenbach is een gemeente en plaats in het Zwitserse kanton Luzern en maakte deel uit van het district Hochdorf tot op 1 januari 2008 de districten van Luzern werden afgeschaft. Eschenbach telt 3180 inwoners.

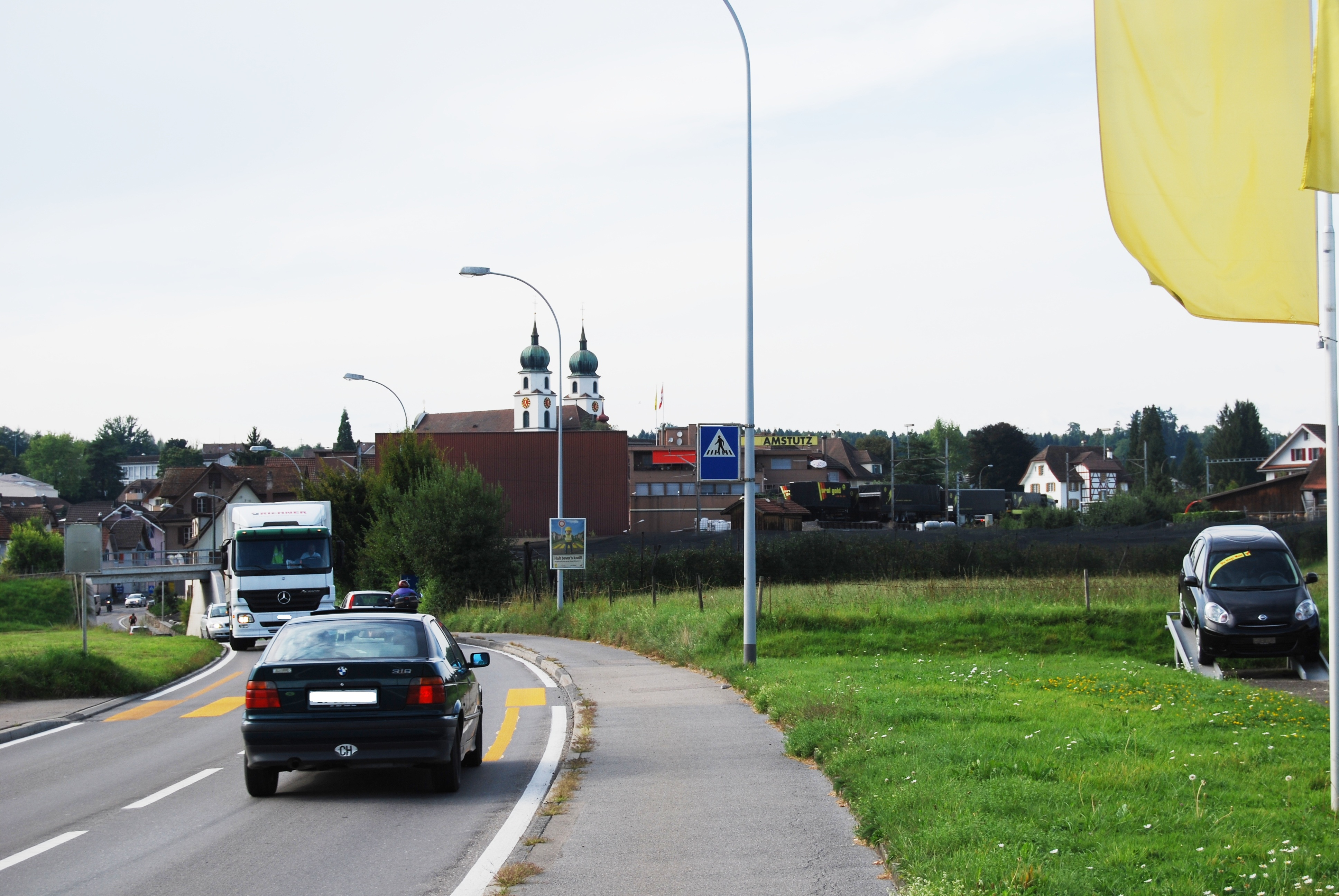
Eschenbach

## Overleden
- Maria Balthasar (1660-1737), abdis